# Halloween-Gene

20-Hydroxyecdyson wird unter dem katalytischen Einfluss des vom shade-Gen codierten Cytochrom-P450-Enzyms synthetisiert.

Die Halloween-Gene sind eine Gruppe von Genen, welche für Cytochrom-P450-Enzyme codieren, die an der Biosynthese von Ecdysteroiden mitwirken. Sie sind an der Bildung von Ecdyson und Ecdysteron aus Cholesterol beteiligt und spielen damit eine wichtige Rolle im Häutungsprozess von Insekten. Die einzelnen Gene dieser Gruppe werden als spook, spookier, phantom (oder phm), disembodied (oder dib), shadow (oder sad) und shade bezeichnet.
Erstmals untersucht wurden diese Gene in den frühen 1980er Jahren von den Forschungsgruppen der späteren Nobelpreisträger Eric F. Wieschaus und Christiane Nüsslein-Volhard an der Taufliege Drosophila melanogaster. Der Name bezieht sich auf eine Reihe von tödlichen Mutationen, welche die korrekte Ausbildung des Exoskelettes behindern. Es konnte gezeigt werden, dass bei Mutation eines dieser Gene die Versuchstiere starben, bevor das Exoskelett gebildet wurde.

## Einzelbeschreibungen
Das spook-Gen codiert für das Enzym CYP307A1, welches in der Prothorax-Drüse exprimiert wird. Zusammen mit CYP307A2, dem Genprodukt von spookier, vermittelt es die Bildung von Δ4-Diketol aus 7-Dehydrocholesterol.
Das phantom-Gen codiert für die mikrosomale 25-Hydroxylase (CYP306A1). In den Corpora allata von Drosophilalarven wird dieses Gen besonders stark exprimiert. Das gebildete Enzym CYP306A1 konvertiert 2,22,25dE-Ketodiol zu 2,22dE-Ketotriol.
Das disembodied-Gen codiert für das Cytochrom-P450-Enzym CYP302A1. CYP302A1 katalysiert das Einfügen einer Hydroxygruppe an Position C-22 von 2,22,dE-Ketotriol, wodurch 2-Deoxyecdyson gebildet wird. Mutationen dieses Gens führen zu einer Störung der Cuticula-Bildung und zu weiteren schweren Störungen der Morphogenese.
Das shadow-Gen codiert für CYP315A1 und katalysiert die Synthese von Ecdyson aus 2-Deoxyecdyson.
Das shade-Gen codiert für das Cytochrom-P450-Enzym CYP314A1, das das Einfügen einer Hydroxygruppe an Position C-20 in Ecdyson katalysiert, wodurch 20-Hydroxyecdysone gebildet wird. Dies ist der letzte Schritt der Biosynthese dieses Hormons.